# العلاقات المكسيكية الشمال مقدونية
العلاقات المكسيكية الشمال مقدونية هي العلاقات الثنائية التي تجمع بين المكسيك وشمال مقدونيا.

## مقارنة بين البلدين
هذه مقارنة عامة ومرجعية للدولتين:
| وجه المقارنة                                              | المكسيك                                                                               | شمال مقدونيا                                               |
| --------------------------------------------------------- | ------------------------------------------------------------------------------------- | ---------------------------------------------------------- |
| المساحة (كم2)                                             | 1.97 مليون                                                                            | 25.71 ألف                                                  |
| عدد السكان (نسمة)                                         | 130.53 مليون                                                                          | 2.08 مليون                                                 |
| الكثافة السكانية (ن./كم²)                                 | 66.26                                                                                 | 80.9                                                       |
| العاصمة                                                   | مدينة مكسيكو                                                                          | إسكوبية                                                    |
| اللغة الرسمية                                             | اللغة الإسبانية                                                                       | اللغة المقدونية، اللغة الألبانية                           |
| العملة                                                    | بيزو مكسيكي                                                                           | دينار مقدوني                                               |
| الناتج المحلي الإجمالي (بليون دولار)                      | 1.15 تريليون                                                                          | 11.34 مليار                                                |
| الناتج المحلي الإجمالي (تعادل القوة الشرائية) بليون دولار | 2.16 تريليون                                                                          | 29.26 مليار                                                |
| الناتج المحلي الإجمالي الاسمي للفرد دولار أمريكي          | 9.01 ألف                                                                              | 4.85 ألف                                                   |
| الناتج المحلي الإجمالي للفرد دولار أمريكي                 | 17.32 ألف                                                                             | 16.25 ألف                                                  |
| مؤشر التنمية البشرية                                      | 0.756                                                                                 | 0.747                                                      |
| رمز المكالمات الدولي                                      | +52                                                                                   | +389                                                       |
| رمز الإنترنت                                              | .mx                                                                                   | .mk                                                        |
| المنطقة الزمنية                                           | منطقة زمنية وسطى، المنطقة الزمنية الجبلية، زمن منطقة المحيط الهادئ، منطقة زمنية شرقية | توقيت وسط أوروبا، ت ع م+01:00، ت ع م+02:00، أوروبا/سكوبيه ‏ |

## منظمات دولية مشتركة
يشترك البلدان في عضوية مجموعة من المنظمات الدولية، منها:
| علم المنظمة | اسم المنظمة                        | تاريخ انضمام المكسيك | تاريخ انضمام شمال مقدونيا |
| ----------- | ---------------------------------- | -------------------- | ------------------------- |
|             | مؤسسة التنمية الدولية              | 24 أبريل 1961        | 25 فبراير 1993            |
|             | يونسكو                             | 4 نوفمبر 1946        | 28 يونيو 1993             |
|             | وكالة ضمان الاستثمار متعدد الأطراف | 1 يوليو 2009         | 19 مارس 1993              |
|             | الأمم المتحدة                      | 7 نوفمبر 1945        | 8 أبريل 1993              |
|             | الاتحاد البريدي العالمي            | ?                    | ?                         |
|             | البنك الدولي للإنشاء والتعمير      | 31 ديسمبر 1945       | 25 فبراير 1993            |
|             | الاتحاد الدولي للاتصالات           | 1 يوليو 1908         | 4 مايو 1993               |
|             | منظمة حظر الأسلحة الكيميائية       | ?                    | ?                         |
|             | مؤسسة التمويل الدولية              | 20 يوليو 1956        | 25 فبراير 1993            |
|             | منظمة التجارة العالمية             | 1995                 | ?                         |
|             | منظمة الشرطة الجنائية الدولية      | ?                    | ?                         |

## وصلات خارجية
- موقع وزارة الخارجية المكسيكية